# Xã Marshall, Quận Platte, Missouri
Xã Marshall (tiếng Anh: Marshall Township) là một xã thuộc quận Platte, tiểu bang Missouri, Hoa Kỳ. Năm 2010, dân số của xã này là 716 người.